# Comandos de la Frontera
Los Comandos de la Frontera (conocidos también como CDF, La Mafia o La Mafia Sinaloa ) son una organización criminal, clasificada como Grupo Armado Organizado (GAO), formado por disidentes de las FARC-EP, "La Constru", un grupo posdesmovilización disidencia de las Autodefensas Unidas de Colombia (AUC), y exmilitares. Las actividades del Comando se centran el departamento de Putumayo y la frontera colombo-ecuatoriana. Los Comandos de la Frontera tienen como principal actividad la producción y tráfico de cocaína, así como de marihuana, la vigilancia de cultivos ilícitos, retenes ilegales, asesinato y amenazas de líderes sociales y la implantación de toques de queda obligatorios.

## Historia

### Formación de"La Constru"
La Constru, es una organización criminal desprendida de las Autodefensas Unidas de Colombia (AUC), que se desmovilizó en 2006, aparecida cerca del 2017, la cual fue comandada por Henry Loaiza Ceballos 'El Alacrán', exintegrante del Cártel de Cali y del Cártel del Norte del Valle. 'El Alacrán', señalado de ser uno de los autores intelectuales de algunas de las Masacres de Trujillo (Valle del Cauca) fue detenido junto a 14 miembros de "La Constru" en un operativo, el 26 de junio del 2019 en Puerto Asís (Putumayo). Uno de los detenidos en esa operación fue Miguel Antonio Bastidas Bravo 'Gárgola', narcotraficante que había sido señalado por las autoridades por mover de dos a cuatro toneladas de Cocaína al mes desde Puerto Asís hasta Ecuador y Centroamérica.
Antes de que "La Constru" se aliara con las disidencias de las FARC-EP, expertos como InSight Crime señalan al rápido ascenso de la organización por su cercanía a la clase política y Fuerza Pública, como el caso del coronel Elkin Alfonso Argote del Ejército Nacional de Colombia, el cual fue separado de su cargo, pero no arrestado señalado de proteger los movimientos de 'Gárgola' en la región. Además de que se sospecha la participación de políticos de la alcaldía de Cali en el crecimiento de la organización.

### Nacimiento de los Comandos de la Frontera
Los Comandos de la Frontera (acortado comúnmente como CDF), nacieron en una unión entre las disidencias de las FARC-EP de los Frentes 48 y 30 junto a "La Constru", tratando de reactivar la producción y tráfico de pasta de coca, afectados por el acuerdo de paz entre el gobierno colombiano y las FARC-EP y la destrucción de varios laboratorios por parte del Ejército Nacional. Bajo el nombre de "La Mafia" comenzaron actividades aproximadamente en 2017 Durante el año 2017, varios milicianos que se habían desmovilizados regresaron a la actividad criminal, siendo cooptados por las disidencias o grupos delincuenciales. Inicialmente el grupo operó bajo el nombre de "La Mafia" o "La Mafia Sinaloa", llevando a cabo actividades de narcotráfico.
No fue hasta septiembre del 2020 cuando el grupo se anunció públicamente como Comandos de la Frontera, tratando de parecer una guerrilla y en un intento de deslindarse del asesinato y amenazas a líderes sociales. Desde el inicio de la conformación de los CDF, el grupo ha estado en conflicto con el Frente Carolina Ramírez de las disidencias de las FARC-EP. Sobre estas organizaciones, la Defensoría advertía que “ha sido difícil rastrear alguna especie de continuidad con el accionar y estructura orgánica de las extintas FARC-EP. De cierta forma, esto puede estar relacionado con la ausencia de formación política de sus integrantes, y los mecanismos de engrosamiento de sus estructuras, que llevan a vincular en corto tiempo a personas muy jóvenes, o provenientes de otras organizaciones criminales, para ejercer labores de control y vigilancia sobre zonas de interés”.
La organización afirma tener una ideología de centro y dejan claro que no comulgan con doctrinas de izquierda o de derecha, añadiendo que “las teorías marxistas o fascistas no son aceptadas en nuestra estructura”. También afirma que acepta “a todo tipo de combatientes, sin importar su proveniencia y trayectoria con las armas” y no ser un "enemigo del Estado".

### Relación con otras disidencias
Los Comandos de la Frontera (CDF) ha tenido una relación espinosa con otras disidencias, siendo la más conocida la lucha contra el Frente Carolina Ramírez, la cual data desde el año 2019, teniendo serias repercusiones para los habitantes en la región. Según un informe de la Comisión Intereclesial de Justicia y Paz fuentes que pidieron anonimato, los combatientes del CDF son apoyados por unidades militares (especialmente cuando son agredidos por miembros del Frente Carolina Ramírez), ejerciendo amenazas permanentes, reclutamientos forzosos, acusaciones falsas y presión para aceptar los acuerdos con la empresa petrolera Amerisur Resources (filial de la empresa GeoPark Limited s).
No fue hasta marzo de 2021, cuando los CDF publicaron un video donde mencionan su alianza con las disidencias de Gentil Duarte, cambiando el nombre a "Comandos de la Frontera-Ejército Bolivariano". En el video además hablan de su rechazo a la fumigación con glifosato y la erradicación forzada, mencionando que opondrán resistencia a dicho plan gubernamental, igualmente plantean lo mismo frente la corrupción, la extorsión y el fracking, asegurando que la población no pagará extorsión, únicamente "empresas transnacionales y negocios ilegales.

## Ataques y asesinatos
Los CDF (y su anterior encarnación "La Mafia") son señalados de ser los principales agresores de líderes sociales en la región fronteriza colombiana, incluso siendo señalados de ser apoyados por las fuerzas militares. Ejemplo de su agresión contra líderes sociales fue el asesinato de Arturo Tovar Collazos en la vereda Los Mangos ocurrido el 9 de enero del 2020, límite entre los municipios de Puerto Guzmán y Puerto Caicedo, así como el homicidio e intento de homicidio de otros campesinos el mismo día pero en las veredas de El Caño Sábalo y Buena Esperanza. La Mafia también se atribuyo el asesinato Marco Rivadeneira, vocero de una organización que incentivaba la sustitución voluntaria de coca en Putumayo, ocurrida el 19 de marzo del mismo año.
Una de las tácticas más comunes que usan los CDF para mantener a raya a grupos rivales, es la implantación de retenes y toques de queda ilegales, esto para controlar y flujo y los cargamentos que pasan por sus zonas de influencia. También se ha registrado en video, amenazas que realizan integrantes armados a la población, así como el reporte de grafitis cerca del domicilio de líderes sociales. Durante las restricciones debido a la emergencia del COVID-19 en Colombia los CDF aumentaron su zona de influencia y actividades.
Otro asesinato al que es atribuido ya bajo el nombre de Comandos de la Frontera, es el homicidio del mototaxista Segundo Ramírez, en el centro urbano de Puerto Asís, ocurrido el 5 de septiembre del 2020, ocurrido en presencial de vigilancia militar en la zona. Tres días después es asesinado Emerson Gómez Álvarez en la localidad de Puerto Vega, cerca de Puerto Asís. En octubre, los CDF son señalados del asesinato de Wilfrido Jímenez y Pedro Abel Cañas ocurridos entre el 12 y 13 del mismo mes, el primero ocurrido en la comunidad de Montebello y el segundo en el corregimiento de Piñuña Blanco, municipio de Puerto Asís.
En diciembre del mismo año, la lideresa Sandra Lagos fue amenazada en un comunicado publicado por los CDF, en donde es acusada de ser una vocera del Frente Primero.
En febrero del siguiente año, miembros del CDF amenazaron con disolver la junta de la dirección de la Zona de Reserva Campesina Perla Amazónica, siendo acompañada esta amenaza de falsas acusaciones a los líderes sociales que residen en la zona.

## Líderes
Uno de los primeros líderes de los CDF, fue Pedro Oberman Goyes Cortes 'Sinaloa', disidente de las FARC-EP que se dedicó al tráfico de cocaína desde que abandono la organización. Según una fuente policial, rechazó la alianza que le ofrecieron los disidentes de las FARC Gentil Duarte y Rodrigo Cadete para refundar la guerrilla, porque no tenía ninguna motivación política y quería dedicarse al narcotráfico. Finalmente habría sido asesinado por sus hombres en marzo de 2019 según el ejército colombiano pero esta versión es controvertida. También se mencionó que Miguel Antonio Bastidas Bravo 'Gárgola', llegó a fungir como jefe del grupo hasta su arresto en 2019.
Se cree que el grupo actualmente es liderado por Giovanny Andrés Rojas 'Araña', disidente de las FARC-EP en Huila y que se integró en el proceso de desarme en un principio. El 28 de marzo del 2022, oficiales del Ejército Nacional aseguraron haber capturado a 4 criminales y matar a 11 supuestos miembros de Comandos de la Frontera, pero al pasar de los días periodistas y autoridades locales observaron que gran parte de las evidencias fueron alteradas, los datos dados por el Ministerio de Defensa y de la Fiscalía General de la Nación no concordaban, y que los cuerpos de los supuestos guerrilleros muy posiblemente hayan sido manipulados antes de que llegaran las autoridades forenses.